# Гудзон-Ярдс
40°45′22″ пн. ш. 74°00′02″ зх. д. / 40.756111111111° пн. ш. 74.000555555556° зх. д.
Гудзон-Ярдс (Гадсон-Ярдс, Хадсон-Ярдс, англ. Hudson Yards, у перекладі: гудзонові двори) — район на заході боро Манхеттен, Нью-Йорк. На південь від Хадсон-Ярдса лежить район Челсі, на північ — Пекельна кухня. На заході район омивається водами річки Гудзон.

## Історія

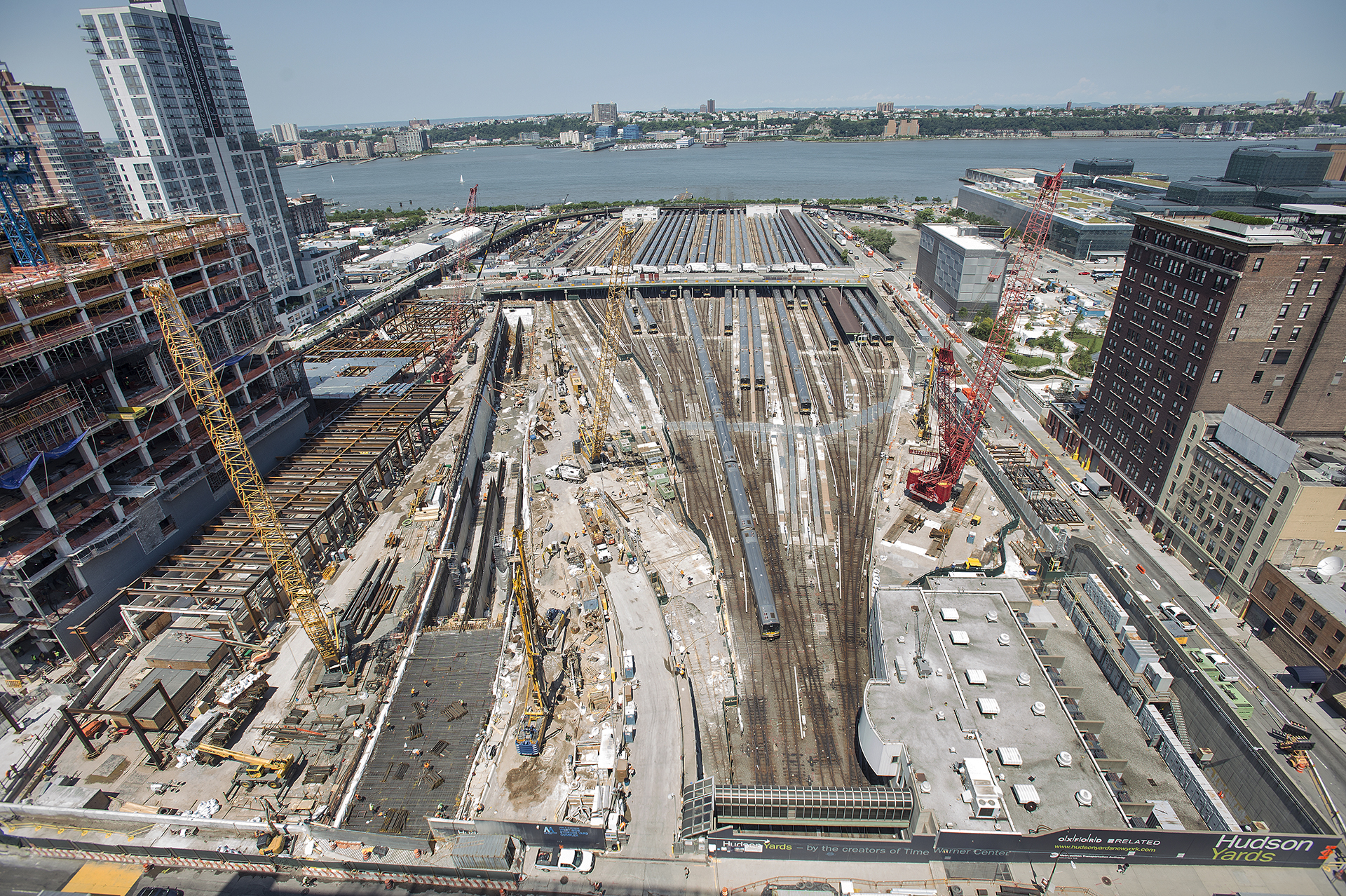
Залізничне депо в Хадсон-Ярдсі

З середини XIX століття в Хадсон-Ярдсі були залізничні товарні станції, а на прилеглому узбережжі Гудзона — пароплавні причали. Станції перебували під керівництвом Нью-Йоркської центральної залізниці (NYCRR). Вони аж до 1967 року обслуговували продуктові перевезення між Верхнім Манхеттеном і Канал-стріт. Того року основна продуктова база Нью-Йорка переїхала до району Хантс-Пойнт у Бронксі. Від закінчення Другої світової війни обсяги вантажоперевезень, які виконуються через Хадсон-Ярдс, почали неухильно скорочуватися. 1980 року був обслужений останній вантажний склад.
У 1986 році в Хадсон-Ярдсі між Західними 34-ю та 38-ю вулицями та Одинадцятою авеню звели Конференц-центр імені Джейкоба Джейвітса. Наступного року між Західними 30-ю та 33-ю вулицями та Десятою авеню — на місці колишньої станції — відкрили нове залізничне депо Вестсайда під керуванням LIRR. Між депо та Пенсільванським вокзалом проклали тунель. Він дав змогу вокзалу приймати поїзди з півночі штату Нью-Йорк і розвантажити цим Центральний вокзал. 

### Проект забудови
У січні 2005 року міська рада Нью-Йорка змінила призначення району з промислового на комерційне та громадсько-житлове, що відкрило можливості для його забудови офісними та житловими будівлями. У червні того ж року в Хадсон-Ярдсі в рамках подання заявки на проведення Олімпіади 2012 запропонували звести стадіон. Однак проект був відхилений. Того ж року транспортне агентство MTA оголосило про прийом пропозицій із забудови району. Всього надійшло п'ять заявок від компаній Brookfield Properties, Related Companies, Extell, Vornado і Tishman Speyer. Переможцем конкурсу в березні 2008 року вийшла компанія Tishman Speyer, яка має такі помітні активи, як Рокфеллерівський центр і Крайслер-білдінг.
Згідно з умовами контракту, Tishman Speyer за 1 мільярд доларів отримувала в оренду територію залізничного депо на 99 років і зобов'язувалася за 2 мільярди доларів звести над станцією дві платформи загальною площею 15 акрів (близько 61 000 м²), а також розпланувати на платформах парковий простір. 4 офісних та 10 житлових будівель. Через лише два місяці через фінансову кризу, що вибухнула, угода розвалилася.
MTA зуміло швидко знайти девелопера на заміну. Ним у травні 2008 року стала компанія The Related Companies у співпраці з Goldman Sachs. У грудні 2009 року план розвитку Хадсон-Ярдса скоригували: площа забудови збільшилася до 26 акрів (105 000 м²), але до будівництва запланували вже 3 офісні, 9 житлових будівель, один готель та ще одну будівлю змішаного призначення. Крім них, до плану включили культурно-розважальні заклади та громадську школу. Площу паркового простору урізали до 10 акрів (40 000 м²). Сукупна площа житлового фонду згідно з планом становила близько 1,1 мільйона м.
У травні 2010 The Related Companies змінила партнера на канадського девелопера Oxford Properties.
Церемонію закладки першого каменя провели 4 грудня 2012 року. Кошторис проекту на той час зріс до 15 мільярдів доларів.

## Планування
Хадсон-Ярдс обмежений з півдня районом Челсі, з півночі — Пекельною кухнею. Кордони району проходять по Західній 28-й вулиці на півдні, Західній 43-й вулиці на півночі та Сьомій та Восьмій авеню на сході.

### Метро
13 вересня 2015 року на території району була відкрита станція 34-а вулиця — Хадсон-Ярдс лінії Флашинг, що веде до Квінсу через Таймс-сквер. Станція стала першою за 26 років новою ділянкою Нью-Йоркського метрополітену. Безпосередній доступ до станції є у хмарочоса Хадсон-Ярдс, 30 та Хадсон-парку.

### Паркова зона

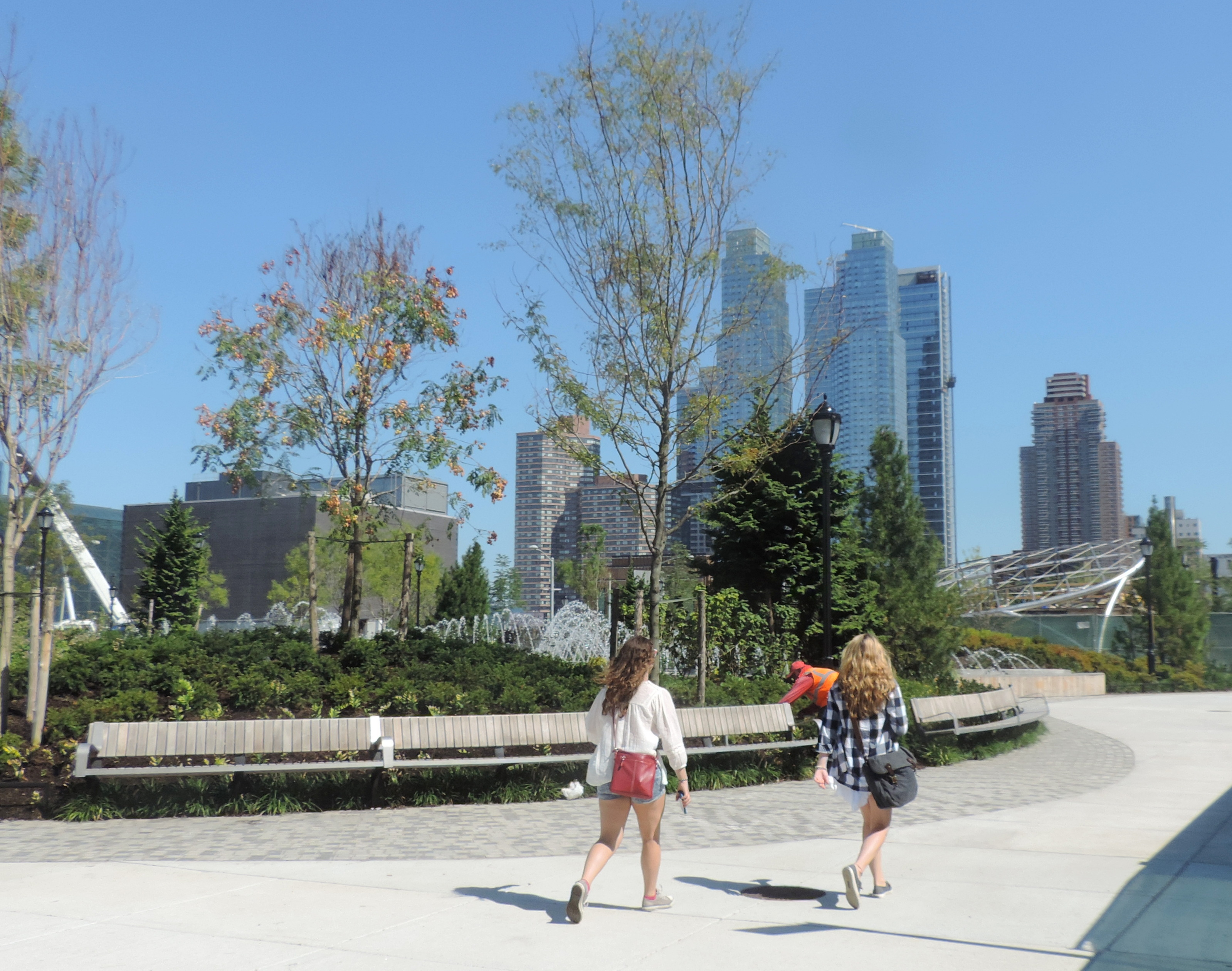
Хадсон-парк у серпні 2015 року

У вересні 2014 року закінчили будівництво третьої, останньої частини парку Хай-Лайн. Розпланований на місці естакадної залізниці, парк оперізує Хадсон-Ярдс від 30-ї вулиці та Десятою авеню, закінчуючись на 34-й вулиці. Ще один парк у районі Хадсон-парк лежить на північ від залізничних колій і має площу 4 акри (16 000 м²). Його вартість становила 30 мільйонів доларів.

### Зведені хмарочоси
| Назва                     | Висота, м | Поверховість | Рік закладки | Рік будівництва | Зображення | Примітки |
| ------------------------- | --------- | ------------ | ------------ | --------------- | ---------- | -------- |
| Манхеттен-Вест (комплекс) | 303,3     |              | 2013         | 2020            |            | [ 15 ]   |
| Скай                      | 206       | 71           | 2008         | 2016            |            | [ 16 ]   |
| Гудзон-бульвар, 3         | 315,2     | 68           | 2016         | 2019            |            | [ 17 ]   |
| Гудзон-Ярдс, 10           | 267,7     | 52           | 2013         | 2016            |            | [ 18 ]   |
| Гудзон-Ярдс, 15           | 278,6     | 71           | 2014         | 2018            |            | [ 18 ]   |
| Гудзон-Ярдс, 30           | 386,6     | 92           | 2012         | 2019            |            | [ 19 ]   |
| Гудзон-Ярдс, 35           | 307,5     | 79           | 2015         | 2019            |            | [ 20 ]   |
| Гудзон-Ярдс, 55           | 237,1     | 53           | 2015         | 2018            |            | [ 21 ]   |

Легенда

      Офісна будівля        Житлова будівля        Будівля змішаного призначення